# Amphilestes broderipii
L'anfileste (Amphilestes broderipii) è un mammifero estinto, appartenente agli eutriconodonti. Visse nel Giurassico medio (Bathoniano, circa 165 milioni di anni fa) e i suoi resti fossili sono stati ritrovati in Inghilterra. È stato il primo mammifero mesozoico a venire descritto scientificamente.

## Descrizione
Questo animale è noto solo per alcuni denti isolati e alcune mandibole, e pertanto non è possibile ricostruirne l'aspetto. In ogni caso, Amphilestes doveva essere poco più grande di un topo. Nella mandibola erano presenti quattro incisivi, un canino, quattro premolari e cinque molari. I premolari erano simmetrici e le loro corone assomigliavano a quelli dei molari tricuspidati, con la cuspide centrale più grande; nei premolari, tuttavia, questa differenza era meno visibile.
Rispetto ad altri animali simili come Phascolotherium, i molari di Amphilestes erano più alti, gracili, meno compressi lateralmente ed erano sprovvisti di ornamentazioni dello smalto. I premolari, invece, si differenziavano da quelli degli altri eutriconodonti a causa della mancanza di un cingulum linguale e della presenza di cuspidi simmetriche.

## Classificazione
Amphilestes broderipii fu il primo mammifero mesozoico a venire descritto scientificamente. Il primo a descriverlo fu Richard Owen nel 1845, che ne descrisse una mandibola rinvenuta nelle cave di Stonesfield Slate in Inghilterra. Amphilestes fa parte di un gruppo di mammiferi arcaici noti come eutriconodonti, considerati ben più basali rispetto alla diversificazione tra placentali e marsupiali. Secondo alcune classificazioni, tuttavia, Amphilestes e le forme simili (come Phascolotherium) sarebbero ancora più basali e quindi non comprese nel gruppo degli eutriconodonti (Gao et al., 2010).